# Decibel (KDE)
Decibel was een KDE-programma waarmee gechat kon worden.

## Functies
Decibel werkte als een daemon die het Telepathy-protocol gebruikte voor communicatie. Net zoals Telepathy bood Decibel ook diensten aan via D-Bus, zodat elke toepassing die kan werken met D-Bus voordelen ondervond van de diensten van Decibel.

## Gebruik in KDE 4
Decibel was niet klaar voordat KDE 4.2 werd uitgebracht. Zowel Kopete als Pidgin zullen hun huidige protocollen beschikbaar stellen via de Telepathy-specificatie terwijl de officiële Telepathy-componenten ontwikkeld worden.